# Teoria wymiany
Teoria wymiany – teoria socjologiczna powstała jako reakcja na funkcjonalizm, który koncentrował się na wpływie jakiegoś zjawiska na system. Nie jest to jednolita teoria, ale raczej zespół teorii, opisujących świat społeczny jako układ wymian dóbr (materialnych i niematerialnych) pomiędzy jednostkami i grupami społecznymi. Teoretycy wymiany społecznej postrzegają każdą interakcję w charakterze transakcji – „coś za coś”. Jest to jakby „teoria interesu własnego jednostki”. Jeżeli człowiek podejmuje jakiekolwiek działanie, to robi to z perspektywą korzyści dla siebie. Często jest to pożytek niematerialny, w postaci np. szacunku od innych, posłuszeństwa, satysfakcji itd.

## Teoria wymiany Homansa
Według George’a Homansa „zachowanie społeczne jest wymianą dóbr materialnych, ale i niematerialnych, takich jak symbole aprobaty i prestiżu”. Wszystkie organizacje społeczne powstały na zasadzie działania sieci wymian międzyjednostkowych. W organizacji potrzeby danej jednostki są spełniane przez inne jednostki należące do tej organizacji. Stworzył on też szereg twierdzeń, wśród nich twierdzenie o sukcesie, twierdzenie o deprywacji – nasyceniu i twierdzenie o agresji. Twierdzeń tych jest łącznie siedem, a zdaniem wieńczącym tę listę jest twierdzenie o racjonalności, które mówi, że jednostka z dwóch alternatywnych działań wybierze to, które daje jej największe prawdopodobieństwo osiągnięcia większej korzyści.
Podstawowe twierdzenia:
- o sukcesie: im częściej działanie jednostki jest nagradzane, tym bardziej prawdopodobne jest podjęcie przez nią tego działania.
- o bodźcu: jeżeli w przeszłości wystąpienie określonego bodźca lub zespołu bodźców było okolicznością, w której działanie jednostki zostało nagrodzone, to im bardziej aktualny bodziec jest podobny do tamtego, tym bardziej prawdopodobne jest, że jednostka podejmie takie samo lub podobne działanie.
- o wartości: im bardziej działanie jest dla jednostki wartościowe, tym bardziej jest prawdopodobne, że będzie ona przejawiała to działanie.
- o deprywacji-nasyceniu: im częściej w niedawnej przeszłości jednostka otrzymała określoną nagrodę, tym mniej wartościowa staje się dla niej każda następna jednostka tej nagrody.
- frustracji-agresji: jeżeli działanie jednostki nie doprowadza do otrzymania nagrody lub jednostka otrzymała karę, której się nie spodziewała, zareaguje gniewem, a w gniewie rezultaty zachowania agresywnego będą miały wartości wynagradzające.

## Teoria wymiany Petera Blaua
Peter Blau wykorzystał w swojej teorii „prawo malejącej użyteczności krańcowej”, które mówi o tym, że „im więcej oczekiwanych nagród jednostka uzyskuje w wyniku określonej czynności, tym mniej wartościowa jest ta czynność i tym mniej prawdopodobne będzie jej podjęcie”. Chodzi o to, że jeśli w wyniku wykonywania jakiejś akcji otrzymujemy nagrody, to im więcej już otrzymaliśmy tym mniejszą wartość będzie miała dla nas kolejna porcja tej nagrody.
Kolejnym pojęciem wprowadzonym przez Blaua jest pojęcie „normy wymiany sprawiedliwej”, które wskazuje jaki powinien być stosunek nagród do kosztów w danej relacji wymiany. Jeśli normy te zostają zachwiane, strona pokrzywdzona może ujawniać zachowania agresywne.
Koncepcja Blaua różni się tym od koncepcji Homansa, że przewiduje sytuacje konfliktowe. Równowaga w jednej relacji jest opłacona zaburzoną homeostazą w innej.
Jeszcze jedno pojęcie Blaua to „atrakcyjność społeczna”, czyli postrzeganie możliwości uzyskania nagrody. Jest to zdaniem tego socjologa czynnik konieczny do zaistnienia stosunku wymiany, który opiera się na przeświadczeniu, że ludzie, którzy „udzielają nagród, będą z kolei otrzymywać nagrody jako zapłatę za dostarczone dobra”. Są cztery typy (klasy) nagród: pieniądze, akceptacja społeczna, szacunek (poważanie) oraz uległość. Z nich największą wartość ma uległość, potem szacunek, akceptacja, zaś najmniej stosowną nagrodą w stosunkach wymiany społecznej są pieniądze.
Uległość jest najcenniejszą nagrodą ponieważ dla Blaua wiąże się nieodłącznie ze stosunkiem władzy, a ten z kolei niesie za sobą możliwość odmawiania nagród tym, którzy nie chcą podporządkować się normom. Władza rodzi się wtedy, kiedy wartość świadczonych usług przewyższa wartość usług otrzymywanych w zamian. Jeśli ludzie mają do wyboru jedno tylko lub niewiele alternatywnych źródeł nagród, wtedy również dochodzi do wymuszenia uległości. Jest to dodatkowo ułatwione, jeśli obdarowywane osoby nie mają możliwości zastosowania środków przymusu i przeciwstawienia się osobie świadczącej usługi. Niemożność obejścia się bez danych nagród również wpływa dodatnio na sposobność do wymuszania uległości przez osobę dysponującą tymi nagrodami.

## Wymiana w psychologii społecznej
Psychologia społeczna mówi również o stosunkach międzyludzkich jako o stosunkach wymiany. Układy te oparte są na tzw. regule wzajemności, na mocy której „jesteśmy zobowiązani do przyszłego rewanżowania się za przysługi, prezenty, zaproszenia i tym podobne dobra, jakie sami otrzymaliśmy”. Według psychologów społecznych jest to jedna z ważnych zasad rządzących ludzkim postępowaniem. To zobowiązanie do rewanżu występuje chyba we wszystkich ludzkich społeczeństwach. Badacze mówią, że reguła ta wykształciła się po to, aby zachęcić ludzi do kontaktów opartych na wzajemnej wymianie usług – bez obawy, że dając coś drugiemu, stracimy to bezpowrotnie. Inną postacią tej reguły jest tzw. wzajemność ustępstw, czyli: jeżeli ktoś nam idzie na rękę, to my jemu też. Dzięki temu możemy bezpiecznie jako pierwsi ustąpić komuś, bo jest on zobowiązany odpłacić nam podobnym poświęceniem.
Powyższa reguła jest według psychologów społecznych ważnym i skutecznym regulatorem stosunków społecznych.

## Krytyka
Teorie wymiany były i są nadal często krytykowane za brak świeżości, oczywistość niektórych twierdzeń, za pomijanie istnienia sytuacji przymusowych. Najczęściej można spotkać się z opinią, że ten punkt widzenia zawęża życie społeczne i stosunki między ludźmi tylko do wartości materialnych.